# Mannersdorfer Straße
Die Mannersdorfer Straße B15 ist eine Landesstraße B in Niederösterreich und dem Burgenland und ehemalige Bundesstraße. Sie führt auf 38 km Länge von Leopoldsdorf bei Wien über das Leithagebirge nach Donnerskirchen und verbindet die Ödenburger Straße (B16) mit der Burgenland Straße (B50).

## Geschichte
Die Donnerskirchener Straße zwischen Donnerskirchen und Hof wurde durch eine Verordnung der burgenländischen Landesregierung vom 20. August 1928 zur Bezirksstraße erklärt.
Nach dem Anschluss Österreichs wurde diese Straße im Zuge der Vereinheitlichung des Straßensystems am 1. April 1940 in eine Landstraße I. Ordnung umgewandelt und als L.I.O. 71 bezeichnet. Mit dem Inkrafttreten des niederösterreichischen Straßengesetzes vom 12. Juli 1956 wurden die ehemaligen Bezirksstraßen in Landesstraßen umgewandelt und die heutige Mannersdorfer Straße als L 160 bezeichnet.
Die Mannersdorfer Straße gehörte ab dem 1. Jänner 1972 zum Netz der Bundesstraßen in Österreich. 2002 erfolgte die Übertragung in die Landesverwaltung.
Zeitgleich mit der Eröffnung der Wiener Außenring Schnellstraße (S1) wurde 2006 die Umfahrung Himberg eröffnet. Eine Zweigstrecke führt seither als Moosbrunner Straße B15a vom Kreisverkehr Himberg-Süd zur Landesstraße L150, über die man nach Moosbrunn gelangt.